# کوکب دختر سعدی
کوکب (سدهٔ ۷ ه‍.ق) دختر سعدی، شاعر معروف ایرانی بود. خودِ کوکب نیز شاعر بود و با تخلص ستاره شعر می‌گفت.
نام او در چند ضرب‌المثل آمده و در تذکرةالخواتین از او به‌عنوان شاعر یاد شده است.

## روایات
در میان عوام چند روایت از حاضرجوابی دختر سعدی گفته می‌شود؛ مثلاً عده‌ای می‌گویند که این بیت را زمانی سروده بوده که خواجوی کرمانی به درِ خانهٔ سعدی آمده بود:
| بابا بیا، بابا بیا، خواجو ز کرمان آمده |  | کرمان ز گه [آید] برون این گه ز کرمان آمده |